# Wladimir Baýramow
Wladimir Karajaýewiç Baýramow (russisch Владимир Караджаевич Байрамов; * 2. August 1980 in Aşgabat) ist ein turkmenischer ehemaliger Fußballspieler.

## Karriere

### Verein
Wladimir Baýramow begann seine Karriere im Jahr 1998 bei Köpetdag Aşgabat in seiner Heimatstadt. Die folgenden zwei Jahre verbrachte er in Kasachstan bei Zhenis Astana und FK Qysylschar. Danach wechselte der turkmenische Spieler nach Russland in die unteren Spielklassen zu Kristall Smolensk und Metallurg Krasnojarsk. Weitere Stationen seit 2003 waren die russischen Erstligisten Rubin Kasan, Terek Grosny und FK Chimki. Seit 2009 läuft der Stürmer für den kasachischen Verein Tobol Qostanai auf.

### Nationalmannschaft
Baýramow ist seit 2001 Mitglied der turkmenischen Fußballnationalmannschaft.

## Erfolge
- Kasachischer Toptorschütze: 2009